# Norfolkmarkduva
Norfolkmarkduva (Pampusana norfolkensis) är en utdöd fågel i familjen duvor inom ordningen duvfåglar.

## Utbredning och systematik
Norfolkmarkduva förekom på ön Norfolk Island utanför Australien. Den är utdöd sedan ungefär år 1800.

### Släktestillhörighet
Arten placerades tidigare i släktet Gallicolumba. Studier visar dock att dessa inte är varandras närmaste släktingar, där vissa står närmare australiensiska duvor som Geopelia. Dessa har därför lyfts ut till ett eget släkte, initialt Alopecoenas men Pampusana har visat sig ha prioritet.

## Status
IUCN erkänner den ännu inte som art, varför den inte formellt kategoriserats som utdöd.